# حاييم ليب بكيريس
حاييم ليب بكيريس (15 يونيو 1908-24 فبراير 1993)  عالم فيزياء ورياضيات إسرائيلي أمريكي. 
قدم إسهامات متميزة في الجيوفيزياء والنظرية الطيفية للعديد من ذرات الإلكترون، ولا سيما ذرة الهيليوم. وهو من رواد الحوسبة في إسرائيل، حيث كان أحد مصممي كمبيوتر «ويزاك» وهو أول كمبيوتر في إسرائيل.
حصل على جائزة إسرائيل في الفيزياء في عام 1980. 

## حياته
ولد بكيريس في أليتس بمحافظة فيلنا في ليتوانيا في 15 يونيو 1908. وهاجر وشقيقاه، بمساعدة عمه إلى الولايات المتحدة حوالي عام 1925. والتحق بمعهد ماساتشوستس للتكنولوجيا عام 1925 وتخرج عام 1929 بدرجة البكالوريوس في علم الأرصاد الجوية. وأكمل دراساته العليا في معهد ماساتشوستس للتكنولوجيا، حيث درس تحت إشراف كارل جوستاف روسبي.
وتزوج ليا كابلان، وهي امرأة ولدت في ليتوانيا في يناير 1933. وتخرج بدرجة الدكتوراه عام 1933 أيضًا. 
في عام 1934، انضم بكيريس إلى هيئة التدريس في معهد ماساتشوستس للتكنولوجيا كمدرس في الجيوفيزياء في قسم الجيولوجيا. وحصل على الجنسية الأمريكية في عام 1938. وظل في معهد ماساتشوستس للتكنولوجيا حتى عام 1941 عندما انتقل إلى مختبرات هدسون بجامعة كولومبيا لإجراء أبحاث عسكرية. وفي عام 1946 التحق بمعهد الدراسات المتقدمة.
انتقل بكيريس وزوجته إلى إسرائيل في عام 1948 ليعمل في معهد وايزمان للعلوم كرئيس لقسم الرياضيات التطبيقية في عام 1949. وخلال الحرب العربية الإسرائيلية عام 1948 شارك في برنامج سري في ولاية نيويورك لتطوير ذخيرة لدولة إسرائيل حديثة الولادة.
حصل على الميدالية الذهبية من الجمعية الملكية الفلكية عام 1980، وجائزة إسرائيل عام 1981. 
وقال تيدي كوليك، رئيس بلدية القدس في الفترة من 1965 إلى 1993، في عام 1990: «لقد أخبرتكم كثيرًا عن حاييم بكيريس الليلة وهناك الكثير مما يمكني قوله، لكنكم ستفهمون أن هناك أسبابًا لعدم قولي. اسمحوا لي ببساطة أن أقول إن حاييم بكيريس لعب الدور الأكثر أهمية في إقامة دولة إسرائيل». 

## وفاته
توفي في رحوفوت بإسرائيل في 24 فبراير 1993. 

## جوائز وتكريمات
- زمالة مؤسسة روكفيلر (1934)
- زمالة الجمعية الفيزيائية الأمريكية (1941) [16]
- زمالة غوغنهايم (1946) [17]
- عضو الأكاديمية الوطنية للعلوم (1972)
- جائزة فتليسن (1974)
- الميدالية الذهبية للجمعية الملكية الفلكية (1980).
- جائزة إسرائيل في الفيزياء (1980).[9]